# بریتیش لند
بریتیش لند (به انگلیسی: British Land) شرکت املاک و مستغلات بریتانیایی است، که در زمینه سرمایه‌گذاری، طراحی، ساخت و توسعه املاک مسکونی، ساختمان‌های اداری، تجاری و مراکز خرید فعالیت می‌کند.
شرکت بریتیش لند در سال ۱۸۵۶ توسط دو معمار بریتانیایی؛ ریچارد کوبدن و جان برایت تأسیس شد. دفتر مرکزی این شرکت در شهر لندن، بریتانیا قرار دارد و بخشی از سهام آن در بازار بورس لندن معامله می‌شود.